# Aeroporto Internazionale della Capital Region
L'Aeroporto Internazionale di Lansing, chiamato talvolta Aeroporto Internazionale di Capital Region, è un aeroporto internazionale, situato a DeWitt Township (una zona suburbana di Lansing) in Michigan, Stati Uniti d'America.

## Storia
L'aeroporto di Lansing è stato aperto nel luglio 1928. Il terminale in uso è stato aperto invece nel 1959.